# 哈丽雅特·赫德森
哈丽雅特·赫德森（英語：Harriet Hudson，1998年1月22日—），澳大利亚女子赛艇运动员。她曾代表澳大利亚参加2020年夏季奥林匹克运动会赛艇比赛，联同凯特琳·克罗宁、罗伊娜·梅雷迪思和里娅·汤普森获得女子四人双桨铜牌。